# Butelka lejdejska

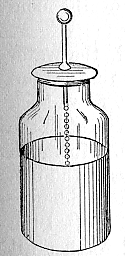
Oryginalna butelka lejdejska

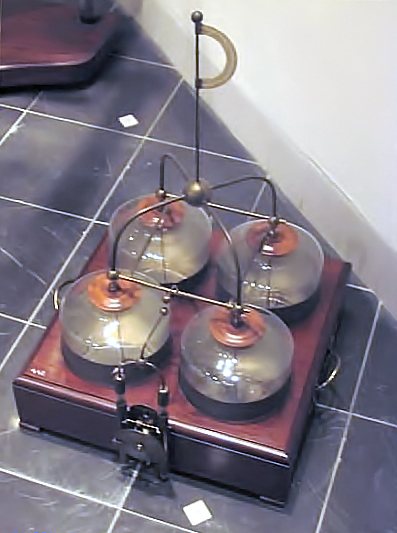
Układ 4 butelek lejdejskich połączonych równolegle, Muzeum w Lejdzie

Butelka lejdejska – przyrząd do gromadzenia ładunku elektrycznego będący pierwszym kondensatorem. Jest to szklana butelka, której obie powierzchnie – zewnętrzna i wewnętrzna – pokryte są odizolowanymi warstwami metalu. Warstwy te pełnią rolę okładek kondensatora, zaś szkło butelki jest izolatorem.

## Historia
Wynalazcami butelki byli niezależnie od siebie Pieter van Musschenbroek, profesor Uniwersytetu w Lejdzie, i Ewald Jürgen Georg von Kleist z Kamienia Pomorskiego. Obaj donieśli o swoim wynalazku w 1746 roku.
Wcześniej niż Pieter van Musschenbroek, ale później niż Georg von Kleist, prowadził doświadczenia z butelką lejdejską gdańszczanin Daniel Gralath. Wyjaśnił zasadę jej działania i zastosował łączenie wielu butelek w baterie. Swoje prace opisał w podręczniku Historia Elektryczności.
W wersji Kleista było to naczynie ze szkła wypełnione wodą i zatkane korkiem, który był przebity na wylot miedzianym drutem. Butelkę można było naładować elektrycznie, stykając pręt z naładowanym ciałem. Poprzez drut i wodę prąd dostawał się do środka naczynia i ładował dodatnio lub ujemnie jego wewnętrzne ścianki. Pojemność elektryczną można było znacznie zwiększyć, pokrywając szkło od zewnątrz i wewnątrz folią przewodzącą prąd. Po połączeniu obu folii przewodnikiem można było uzyskać wyraźne efekty rozładowania butelki lejdejskiej.
Wkrótce po wynalezieniu tego przyrządu francuski ksiądz Jean-Antoine Nollet, przeprowadził eksperyment na dziedzińcu królewskiego pałacu w Wersalu, gdzie w obecności króla i całego dworu, rozładował butelkę lejdejską używając zamiast przewodnika łańcucha trzymających się za ręce 240 królewskich gwardzistów. Ku podziwowi i uciesze widzów porażeni wyładowaniem gwardziści równocześnie podskoczyli do góry. Innym razem ten sam eksperymentator rozładował butelkę niemal trzykilometrowej długości łańcuchem, utworzonym z zakonników opactwa w Chartreuse, połączonych ze sobą odcinkami drutu. I w tym doświadczeniu jego uczestnicy wyraźnie odczuli wstrząs.
Duże znaczenie dla rozwoju badań nad elektrycznością miały prace teoretyczne Benjamina Franklina, który zaproponował doświadczenie z wysokim przewodnikiem zanurzonym od dołu w butelce lejdejskiej. Taki układ został wykonany we Francji i 13 maja 1752 roku „złapano prąd” z błyskawicy do butelki, co dowiodło, że piorun jest związany z wyładowaniem elektrycznym w atmosferze.